# Sita Riddez
Sita Riddez (née Carmen Floria Riddez le 25 août 1916 à Rochetaillée dans le département du Rhône (France) et morte à Montréal le 26 avril 2002) est une actrice et professeure québécoise.  

## Biographie
Sita Riddez est la fille du chanteur d'opéra Jean Riddez et de Jeanne Perret-Gentil.
Elle est née le 25 août 1916, à Lyon mais déménage très jeune à Montréal. Elle retourne toutefois en France pour poursuivre ses études, après avoir été dirigée par son père pendant cinq ans. C'est à l'âge de 19 ans qu'elle part poursuivre ses études au Conservatoire de Paris.
De retour au Québec, elle connaît une grande carrière autant sur les planches qu'à la radio. En effet, elle participe à plusieurs feuilletons radiophoniques tels Jeunesse dorée, Vie de Famille et Grande Sœur. Elle est d'ailleurs nommée Miss Radio en 1944.
Elle joue dans quelques feuilletons télévisés tels Terre humaine et D'Iberville.
Sita Riddez connaît aussi une longue carrière de professeure de théâtre (entre autres au Conservatoire d'art dramatique de Montréal et en cours privés), et ce durant plus de 30 ans. Claire Dé résume ainsi sa contribution à la formation des comédiens québécois : « À ce titre, elle peut être considérée comme une pierre angulaire de la formation théâtrale au Québec, la source inestimable d'un vaste lignage d'interprètes ».  
Elle est la sœur de la comédienne Mia Riddez et de la danseuse Lygie Riddez.

## Source
- Biographie de Sita Riddez
- Avis de décès